# Unguizetes reticulatus
Unguizetes reticulatus är en kvalsterart som beskrevs av Wallwork 1965. Unguizetes reticulatus ingår i släktet Unguizetes och familjen Mochlozetidae. Inga underarter finns listade i Catalogue of Life.